# Jan Sanders van Hemessen

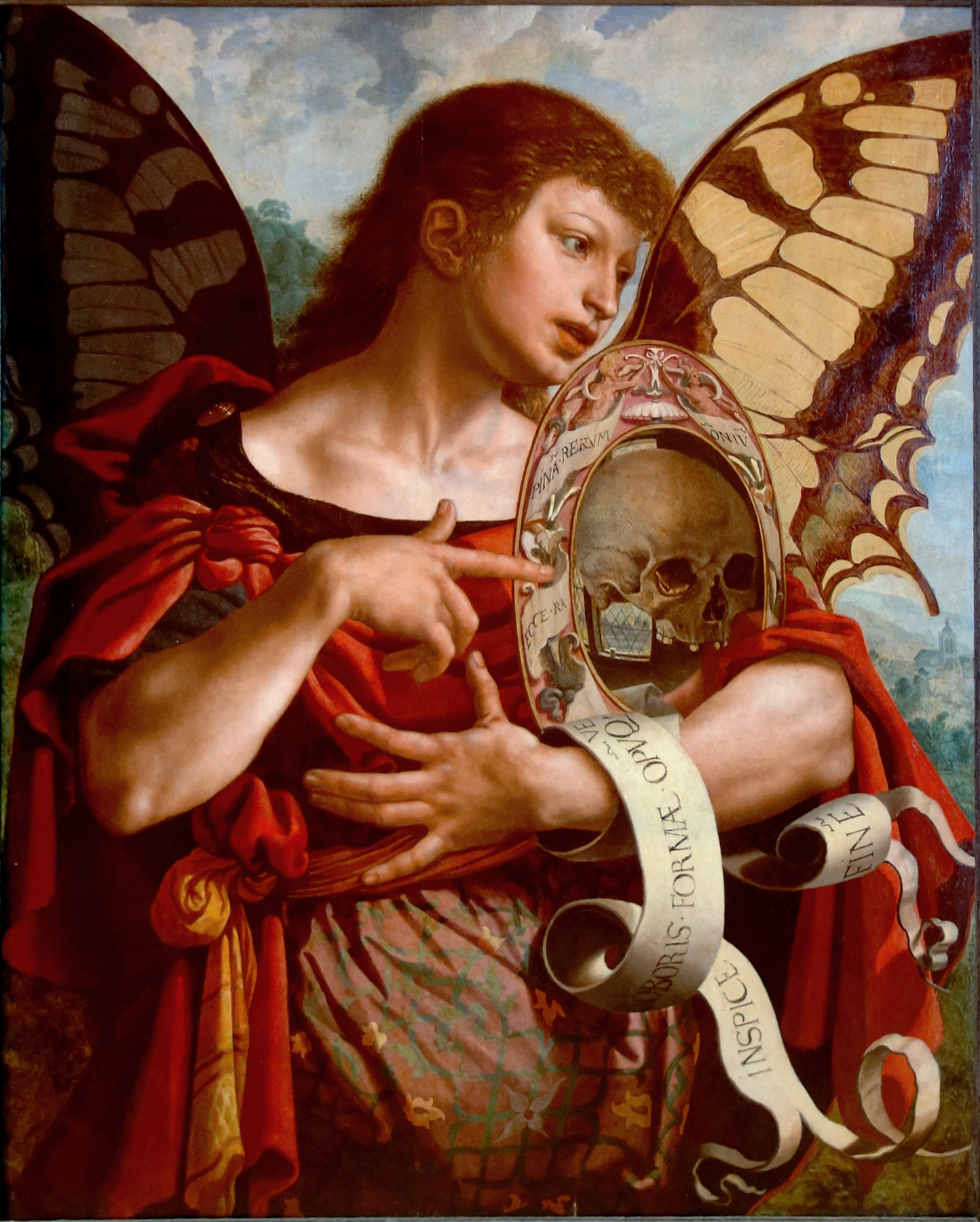
upright =0,5

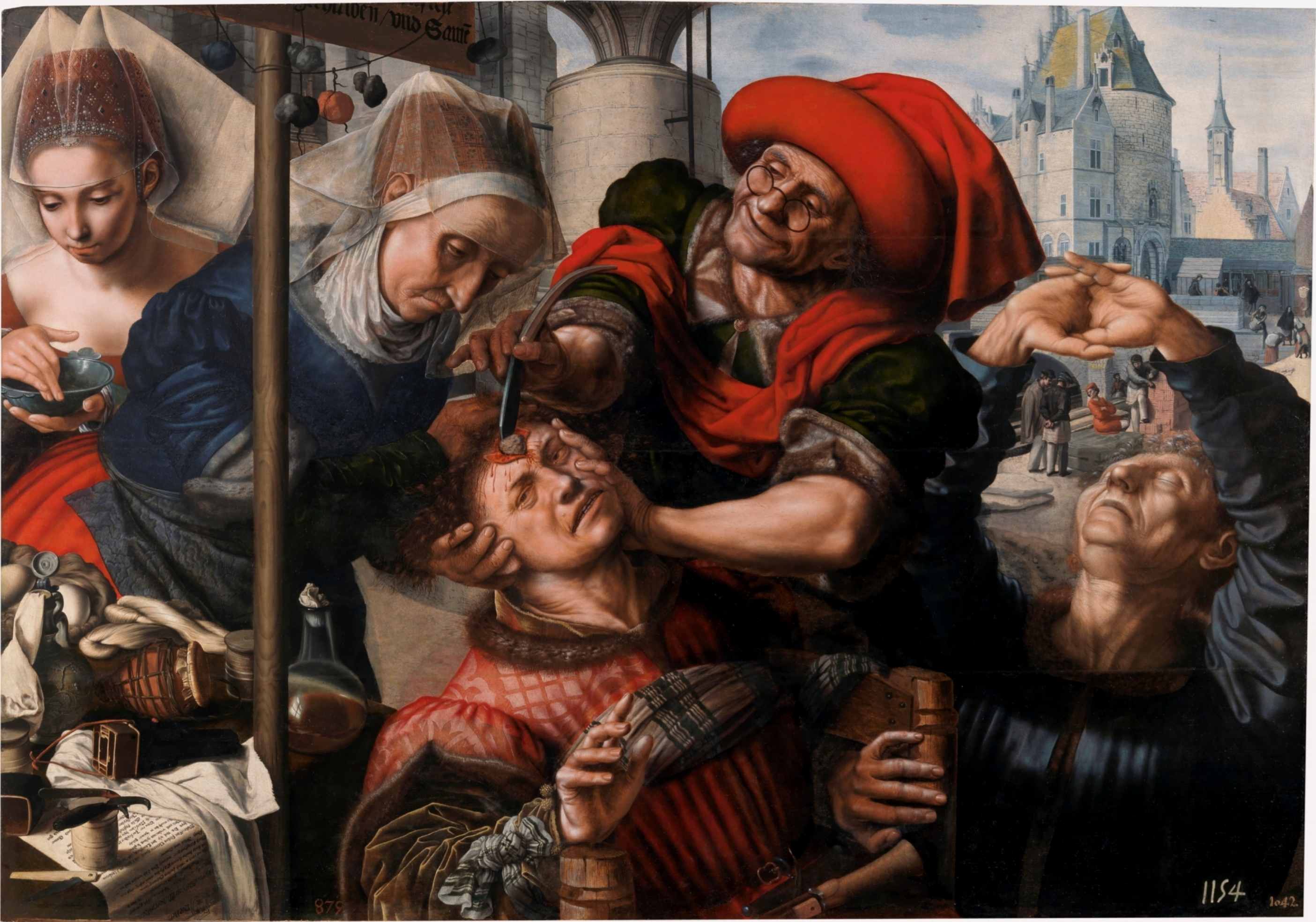
Chirurg, kolem 1550, olej na plátně, 100 cm x 141 cm

Jan Sanders van Hemessen (po roce 1500 – po roce 1575, asi Utrecht) byl holandský a vlámský renesanční malíř.

## Život
Jan Sanders van Hemessen byl přední holandský a vlámský renesanční malíř. Patří do skupiny italských vlámských malířů zvaných vlámští romantisté. O jeho životě není mnoho informací. Narodil se někdy po roce 1500 u Hemishen blízko Antverp, odtud van v jeho jméně. Podle některých pramenů se v roce 1519 stal žákem malíře Hendricka van Cleve.  Jan Sanders van Hemessen navštívil během dvacátých let Itálii. O jeho delším italském pobytu v oblasti na jih od Alp sice neexistují žádné doklady, o tomto faktu ovšem svědčí jeho malířský styl. Roku 1524 se zřejmě vrátil do Antverp neboť byl zapsán do malířského cechu Svatého Lukáše. Roku 1548 se stal děkanem tohoto cechu. Mezi roky 1550 a 1554 pracoval pravděpodobně v Haarlemu, následně se vrátil opět do Antverp. Bývala uváděna možnost, že Jan Sanders van Hemessen je neznámým a tajemným tzv. Brunšvickým monogramistou. Rád maloval polopodobizny připomínající tvorbu Jeana Gossarta nebo van Reymaerswaeleho. Patřil spolu s Pieterem Aertsenem k prvním realistům nizozemského malířství 16. století. V polovině třicátých let navštívil Fontainebleau, město poblíž Paříže. Mohl se zde seznámit s prací italských umělců. V roce 1555 se vrátil do Haarlemu.Van Hemessen byl ženatý s Barbarou de Fevre, s níž měl dvě dcery. Po smrti své ženy měl nelegitimního syna Peetera s jeho hospodyní Bettekenovou. V roce 1579 po smrti obou rodičů, Hemessena i Bettekenové, byl Peeter ve věku 24 let uznán legitimním synem Jana van Sanderse Hemessena. Žákyní Jana van Sanderse Hemessena byl jeho dcera Catharina van Hemessen (1528 – p roce 1587), která se stala úspěšnou portrétistkou. Není známo, kde van Hemessen zemřel.

## Dílo

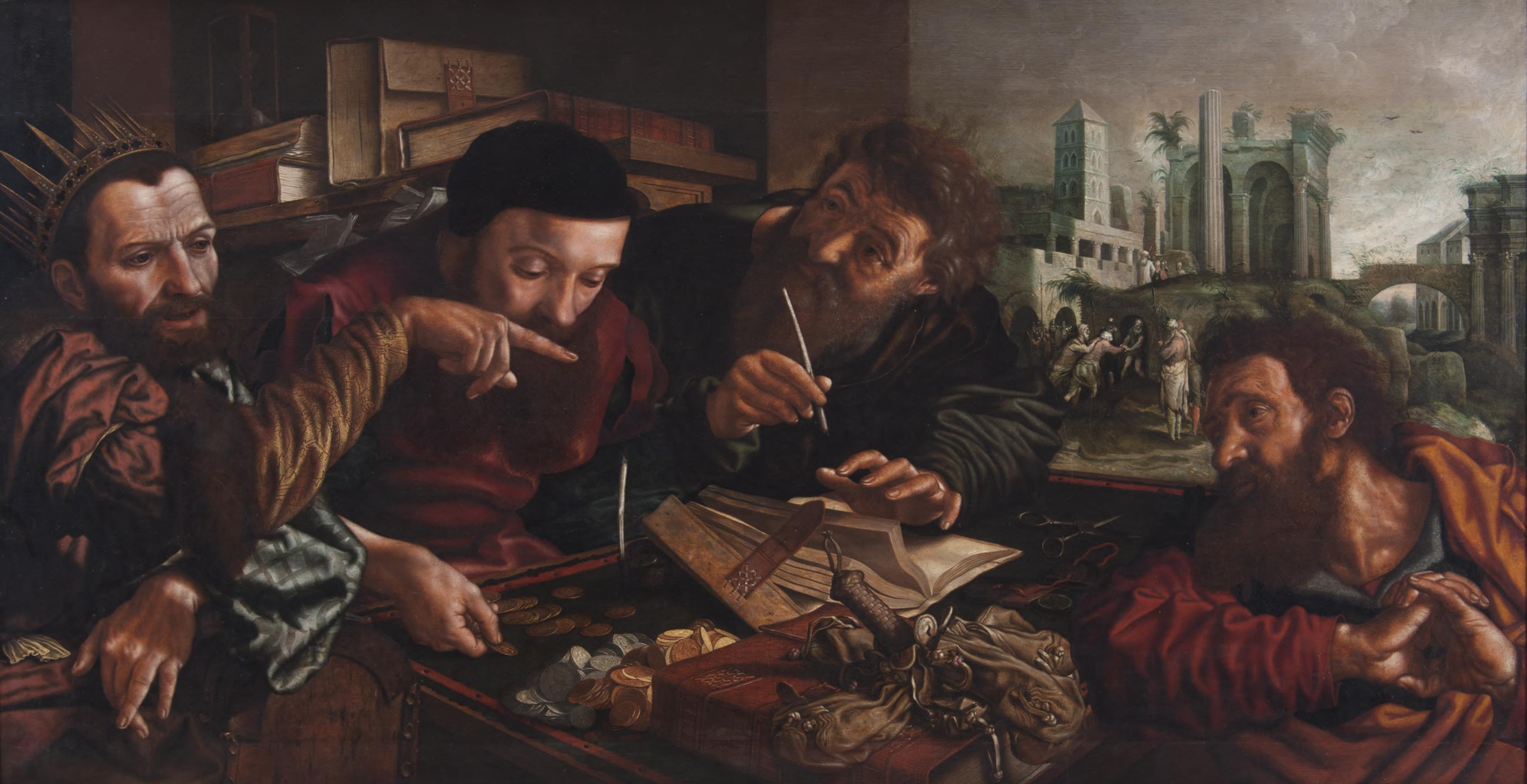
Podobenství o nemilosrdném služebníkovi, asi 1556

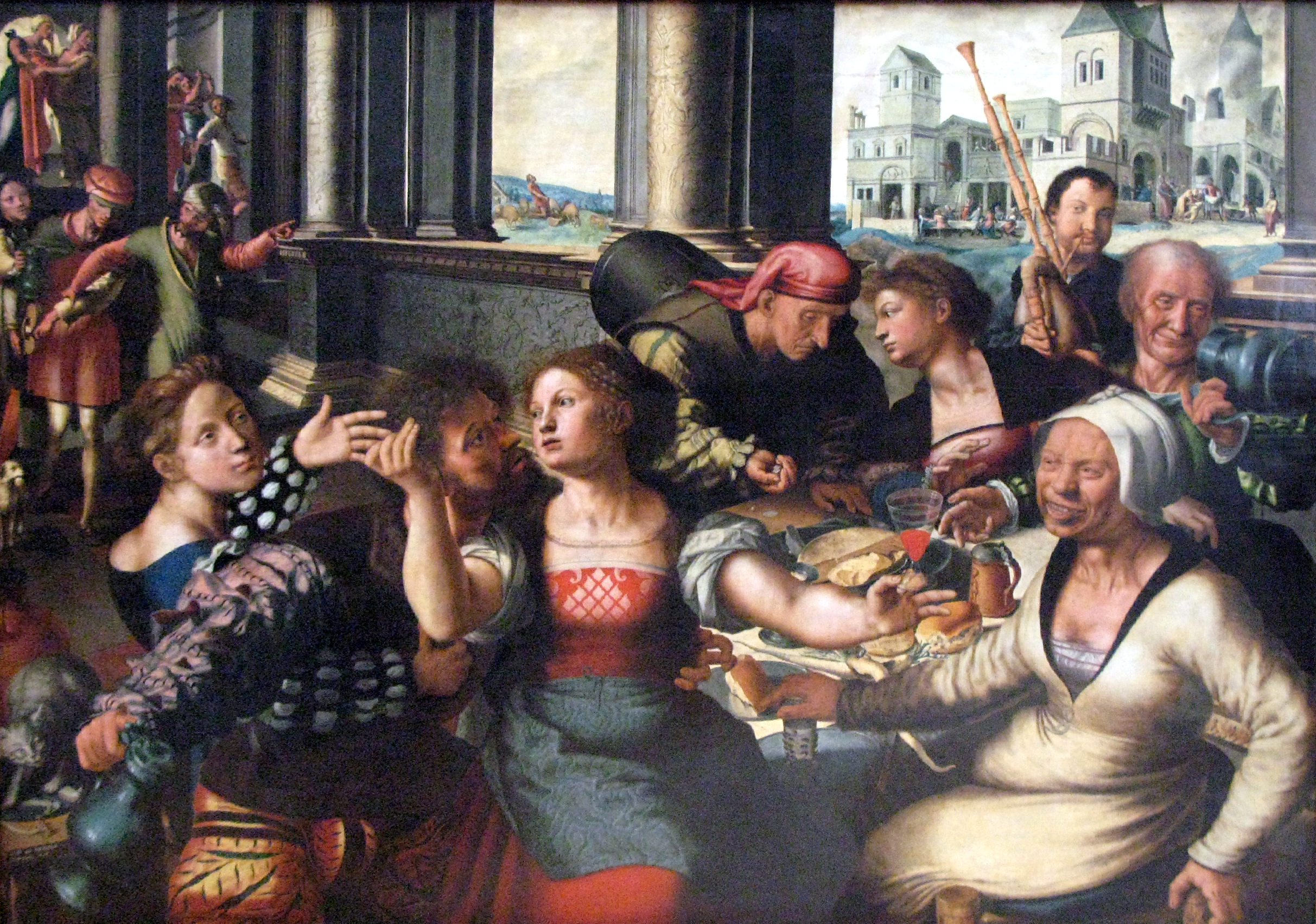
Marnotratný syn

Obrazy Jana Sanderse van Hemessena často obsahují náboženské náměty. Byl jedním z nejstarších holandských umělců využívajících žánrový charakter biblických námětů pro jejich moralizující účinky. Často maloval scény ukazující lidské nedostatky, jako je marnost a chamtivost. Jeho styl pomohl vytvořit tradici vlámské žánrové malby. Van Hemessen byl také úspěšným portrétistou. Jeho manýristický styl se vyznačuje svalnatými a až trojrozměrnými postavami s okázalými gesty. Dokázal vyvažovat vliv klasických a renesančních obrazů a realismu, což se naučil od severních umělců jako Quentin Massys, Joos van Cleve Marinus van Reymerswaele a možná dokonce i Lucas van Leyden a Hans Holbein mladší.
- Dívka, vážící zlato, dřevo 44 cm x 31 cm, Staatliches Museum, Gemäldegalerie
- Ztracený syn, 1536, dřevo 140 cm x 198 cm, Brusel, Musées Royaux des Beaux-Arts,
- Opilá stařena, dřevo, 51 cm x 63 cm, Praha, Národní Galerie [1]
- Poslední soud, 1537, Sint Jacobskerk, Antverpy
- Posmívání se Kristu, 1544, Alte Pinakothek, Mnichov [2]

### Tavernové scény
Jan Sanders van Hemessen je spojen s vývojem zobrazování hospodských scén nebo veselé společnosti ve vlámském malířském umění. Spojoval scény z krčem a náboženské motivy. Tyto jeho kompozice jsou vidět například na obraze z roku 1536 Podobenství o marnotratném synovi (v majetku královské muzea výtvarných umění v Belgii), který ilustruje stejnojmenný biblický příběh. V popředí kompozice malíř ukazuje divokého syna během jeho dnů blahobytu a marnotratnosti ve společnosti prostitutek, hudby, vína a hazardních her. V pozadí v otevřeném okně lze vidět scénu ukazující jeho konec. Setkává se s otcem, který mu odpouští. Ve vedlejší v pozadí ukazuje malíř konec marnotratníka, který utratil vše a žije mezi prasaty. Kompozice zjevně nese morální poučení. Ukazuje, že člověk by měl vidět za pozemskými radostmi popsanými v popředí také cestu vykoupení, která je zobrazena v pozadí. Van Hemessen vytvářel více scén z krčem, které zdůrazňují téma bezuzdného života, kde pití způsobuje hříšnost. Příkladem je obraz Ztracená společnost.

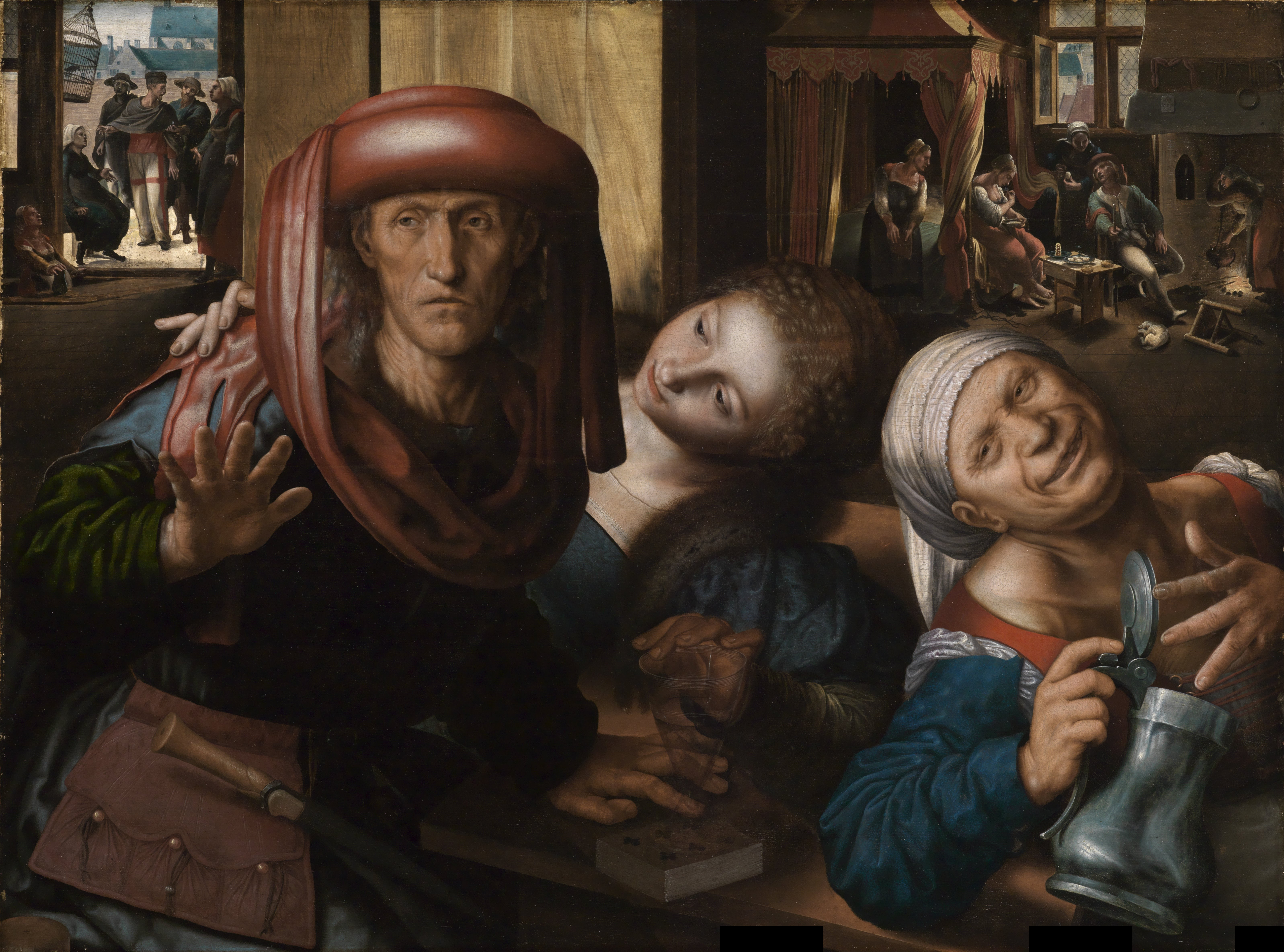
Ztracená společnost, 1540, Staatliche Kunsthalle Karlsruhe

### Povolání svatého Matouše

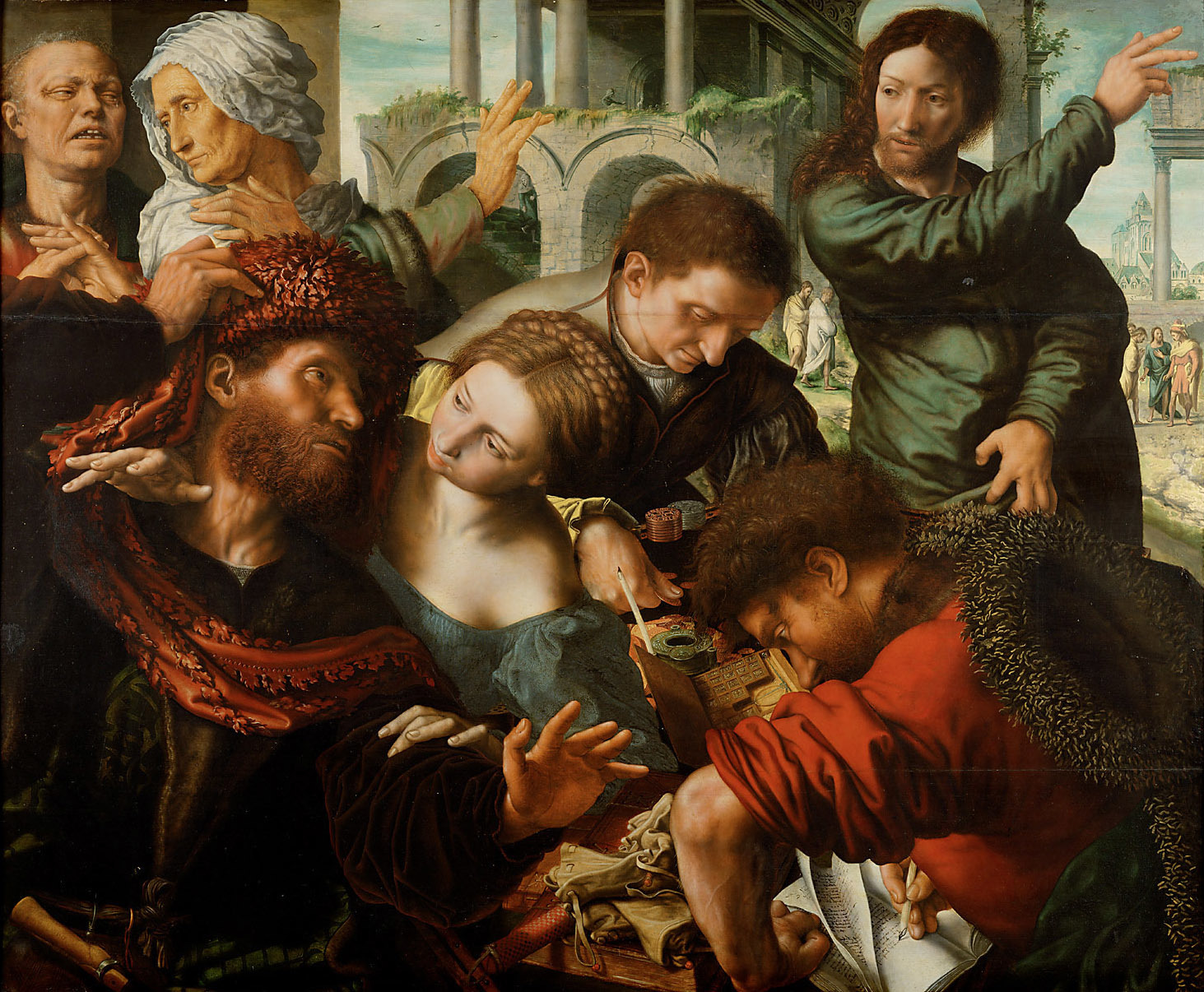
Volání sv. Matouše, Kunsthistorisches Museum, asi 1548

Jan Sanders van Hemessen namaloval několik obrazů na téma povolání sv. Matouše. Jedna verze díla je v Alte Pinakothek, dvě v Kunsthistorisches Museum a pracovní verze v Metropolitan Museum of Art. Téma poskytlo van Hemessenovi příležitost využít náboženský námět k vyslání morálního poselství. Biblický příběh spočívá v tom, že sv. Matouš začal svůj život jako obyčejný celník, dokud ho k sobě nepovolal Ježíš. Matouš ho okamžitě následoval. Příběh poskytl van Hemessenovi příležitost k zobrazení scény kontrastu mezi lidmi, kteří se intenzivně zabývají obchodními aktivitami, zejména hromaděním peněz a klidným Ježíšem. Je v majetku Metropolitního muzea umění. Úzká kopie verze z roku 1548 je uložená v muzeu Kunsthistorisches Museum. Obraz je stejný, pouze pozadí je odlišné. V obou verzích je Ježíš zobrazen jak ukazuje na Matouše s gestem připomínajícím italské umění. V popředí je Matouš, jehož ruce a hlavu ukazuje malíř v dramatickém gestu. Obrací svou tvář k Ježíšovi v reakci na jeho volání. Dva z Matoušových kolegů si nejsou vědomi významné události a pokračují v práci na počítání peněz a zaznamenávání plateb. Postava Matouše je skrytým portrétem tehdejšího vládce Flander císaře Karla V.

### Chirurg
Obraz Chirurg ukazuje operaci pod širým nebem s mnoha velmi drastickými detaily. Pacientovi je odstraňován kámen šílenství z hlavy. Realistické zobrazení je vystupňováno až ke karikatuře. Polofigurální zobrazení postav v popředí obrazu je pro Hemessena typické a ukazuje na italský vliv.